# Chunsoft
Chunsoft (jap. チュンソフト Chunsofuto) – japoński producent gier wideo, specjalizujący się w grach RPG.
Firma została założona przez Kōichiego Nakamurę, projektanta gier wideo z Enix w 1985 roku.

## Gry

### Game Boy
- Mysterious Dungeon: Shiren the Wanderer GB

### Game Boy Advance
- Kamaitachi no Yoru Advance
- Monster Battle Soccer
- Pokémon Mystery Dungeon: Red Rescue Team
- Shiren Monsters: Netsal
- Torneko's Great Adventure 2
- Torneko's Great Adventure 3

### Game Boy Color
- Mysterious Dungeon: Shiren the Wanderer GB2

### GameCube
- Homeland

### Nintendo 64
- Mysterious Dungeon: Shiren the Wanderer 2

### Nintendo Entertainment System
- Portopia Renzoku Satsujin Jiken
- Dragon Warrior
- Dragon Warrior II
- Dragon Warrior III
- Dragon Quest IV: Chapters of the Chosen

### Nintendo DS
- Fushigino Dungeon: Furai no Shiren DS 2: Sabaku no Majou
- Nine Hours, Nine Persons, Nine Doors
- Mystery Dungeon: Shiren the Wanderer
- Pokémon Mystery Dungeon: Blue Rescue Team
- Pokémon Mystery Dungeon: Explorers of Time and Explorers of Darkness
- Pokémon Mystery Dungeon: Explorers of Sky

### Wii
- Shiren the Wanderer
- Imabikisō
- 428: Fūsa Sareta Shibuya de

### PlayStation
- Sound Novel Evolution 1 – Otogirisou Sosei-Hen
- Sound Novel Evolution 2 – Kamaitachi No Yoru -- Tokubetsu-Hen
- Sound Novel Evolution 3: Machi: Unmei no Kousaten
- Torneko's Great Adventure 2 (The Last Hope)

### PlayStation 2
- 3 Nen B Gumi Kinpachi Sensei: Densetsu no Kyoudan ni Tate!
- 3 Nen B Gumi Kinpachi Sensei: Densetsu no Kyoudan ni Tate! Perfect Edition
- Kamaitachi no Yoru 2: Kangokushima no Warabe Uta
- Kamaitachi no Yoru×3: Mikadukijima Jiken no Shinsou
- Torneko's Great Adventure 3

### PlayStation 3
- Imabikisō
- 428: Fūsa Sareta Shibuya de
- Shin Kamaitachi no Yoru: 11ninme no Suspect

### PlayStation Portable
- Kamaitachi no Yoru 2: Kangokushima no Warabe Uta
- Kamaitachi no Yoru×3: Mikadukijima Jiken no Shinsou
- Machi: Unmei no Kousaten
- 428: Fūsa Sareta Shibuya de

### Sega Saturn
- Sound Novel Machi

### Super NES
- Dragon Warrior I & II
- Dragon Quest V: Hand of the Heavenly Bride
- Otogirisō
- Kamaitachi no Yoru
- Mystery Dungeon: Shiren the Wanderer
- Torneko's Great Adventure